# Kolniczki
Kolniczki – wieś w Polsce położona w województwie wielkopolskim, w powiecie średzkim, w gminie Nowe Miasto nad Wartą.
W latach 1975–1998 miejscowość administracyjnie należała do województwa poznańskiego.
W Kolniczkach znajduje się Sanktuarium Narodzenia Najświętszej Maryi Panny oraz cmentarz parafialny. We wsi mieści się szkoła podstawowa.